# 17 Dywizjon Artylerii Przeciwlotniczej
17 Dywizjon Artylerii Przeciwlotniczej (17 daplot) – pododdział artylerii przeciwlotniczej ludowego Wojska Polskiego.
Dywizjon został sformowany w terminie do 1 grudnia 1952 roku, w garnizonie Zgorzelec, w koszarach położonych w dzielnicy Ujazd, w składzie 27 Dywizji Piechoty. Jednostka była formowana według etatu Nr 2/133 o stanie 224 żołnierzy i 4 pracowników cywilnych, lecz w grudniu 1952 roku została przeformowana na etat Nr 2/160 o stanie 131 żołnierzy i trzech pracowników wojska. Z dniem 1 listopada 1955 roku, w związku z rozformowaniem 27 DP, dywizjon został podporządkowany bezpośrednio dowódcy 2 Korpusu Armijnego. W grudniu 1956 roku jednostka została rozformowana.
Według etatu Nr 2/160 dywizjon składał się z dowództwa, kwatermistrzostwa, plutonu dowodzenia oraz dwóch baterii, z których jedna była skadrowana. Zgodnie z etatem jednostka miała być uzbrojona w dwanaście 37 mm armat przeciwlotniczych wz. 1939.